# 신장용
신장용(申長容, 1963년 12월 1일 ~ )은 대한민국의 기업인, 정치인이다.
남상 CGV 대표이사, 세화스톤 회장, 신성특수화학 회장직을 역임하였다. 민주당 경기도당 부 위원장, 민주당 부 대변인 등을 역임하고, 2010년 지방선거에서 수원시장 예비후보로 출마한 바가 있다.
2012년, 제19대 국회의원(수원시 을)에 당선되었으나, 공직선거법 위반으로 벌금 300만원 형이 확정되어 2014년 1월 16일 의원직을 상실하였다.

## 학력
- 예당고등학교
- 경남대학교 정치외교학과 졸업(1990)

## 회사 경력
- (주)남상 CGV극장 대표이사 (2005-2009)

## 사회 경력
- (사)경기발전 연구소 이사장
- (사)경기도 중소기업연합회 남부 부회장
- (사)경기교육공동체연합 자문위원
- 경희대학교 테크노 경영대학원 겸임교수
- (사)GP환경연합 고문
- (사)경기도 장애인 봉사회고문
- (재)아경장학재단 부이사장
- 수원 YMCA 이사
- 재몽골 대한체육회 명예회장
- 수원경실련 자문위원
- 한국청소년보호연맹 이사
- 경기도 여성단체협의회 자문위원
- 민주평통자문위원
- 동아시아 한국배구대표팀 단장
- 유스한국배구대표팀 단장
- 국민생활체육 전국배구연합회 부회장
- 한국중고배구연맹 장학회장
- 제20대 한국중고배구연맹 회장

## 정당 경력
- 제19대 수원시 권선구 민주통합당 국회의원(2012)
- 6.2지방선거 민주당 수원시장 예비후보(2010)
- 민주당 부 대변인(2011)
- 민주당 경기도당 부위원장(2009)
- 진대제 경기지사 후보 특보(2006)
- 진념 경기지사 후보 특보(2002)
- 새시대, 새정치 연합청년회 경기남부회장(2001)
- 임창렬 경기지사선대본부 기획실장(1998)
- 새천년민주당 중앙당청년위원회 부위원장(1998)

## 저서
- 자서전 <Chainge Is Chance>

## 논란

### 선거비용 미반납 논란
선거 과정에 부정이 생겨서 당선이 무효가 되면 보전받은 선거비용을 반환해야 하는데 공직선거법 위반으로 당선무효가 되어 1억 3300만원을 반환해야 하지만 한푼도 내지 않아 논란이 되고 있다. 시세 5억 원가량의 수도권 아파트에 광주에 있는 한 1층에 있는 오락실과 커피숍 등 상가 11개를 소유하고 있는 등 재산도 적지 않지만 전혀 납부를 하지 않고 있는데 이에 대하여 언론과의 인터뷰에서는 "억울함을, 나름대로 명예 회복을 하고자 하는 저 나름대로의 '몸부림'이라고 이해해주시면…" 이라고 답변하였다.

## 역대 선거 결과
| 실시년도 | 선거  | 대수 | 직책     | 선거구         | 정당       | 득표수   | 득표율         | 순위 | 당락 | 비고 |
| -------- | ----- | ---- | -------- | -------------- | ---------- | -------- | -------------- | ---- | ---- | ---- |
| 2012년   | 총선  | 19대 | 국회의원 | 경기 수원시 을 | 민주통합당 | 45,400표 | \| \| 40.5% \| | 1위  |      | 초선 |
|          | 40.5% |      |          |                |            |          |                |      |      |      |